# Hypocera americana
Hypocera americana är en tvåvingeart som beskrevs av Borgmeier 1962. Hypocera americana ingår i släktet Hypocera och familjen puckelflugor. Inga underarter finns listade i Catalogue of Life.